# Печурино (Рязанская область)
Печурино — деревня в Клепиковском районе Рязанской области. Входит в состав Екшурского сельского поселения.

## География
Находится в северной части Рязанской области на расстоянии приблизительно 5 км на юг-юго-восток по прямой от районного центра города Спас-Клепики.

## История
На карте 1850 года показана как поселение с 6 дворами. В 1859 году здесь (тогда деревня Рязанского уезда Рязанской губернии) было учтено 5 дворов, в 1897 — 13.

## Население
Численность населения: 41 человек (1859 год), 88 (1897), 5 в 2002 году (русские 100 %), 5 в 2010.